# Вольная борьба на летней Спартакиаде народов СССР 1983
Соревнования по вольной борьбе на VIII летней Спартакиаде народов СССР проходили с 18 по 22 июля 1983 года в Москве. Помимо советских спортсменов в них также приняли участие представители Болгарии, Монголии, Польши и Японии. Параллельно был проведён 39-й чемпионат СССР по вольной борьбе, в котором участвовали лишь советские борцы.

## Медалисты
| Весовая категория            | Золото                             | Серебро                             | Бронза                            |
| ---------------------------- | ---------------------------------- | ----------------------------------- | --------------------------------- |
| До 48 кг Наилегчайший вес    | Сергей Корнилаев Москва            | Василий Гоголев РСФСР               | Такаси Кобаяси Япония             |
| До 52 кг Легчайший вес       | Рахим Наврузов Азербайджанская ССР | Эгия Мусоян Грузинская ССР          | Тосио Асакура Япония              |
| До 57 кг Полулёгкий вес      | Гурген Багдасарян Армянская ССР    | Руслан Караев РСФСР                 | Сергей Белоглазов Украинская ССР  |
| До 62 кг Лёгкий вес          | Виктор Алексеев РСФСР              | Борис Савва Молдавская ССР          | Павел Гарановский Украинская ССР  |
| До 68 кг 1-й полусредний вес | Арсен Фадзаев Узбекская ССР        | Магомед-Гасан Абушев РСФСР          | Владимир Федоренко Украинская ССР |
| До 74 кг 2-й полусредний вес | Анатолий Паламарев Украинская ССР  | Юрий Воробьёв Москва                | Магомеднаби Бабатов Ленинград     |
| До 82 кг 1-й средний вес     | Таймураз Дзгоев РСФСР              | Владимир Модосян РСФСР              | Цэвэгийн Дувчин Монголия          |
| До 90 кг 2-й средний вес     | Пётр Наниев Ленинград              | Адуучийн Баатарху Монголия          | Ваха Евлоев Белорусская ССР       |
| До 100 кг Полутяжёлый вес    | Аслан Хадарцев Узбекская ССР       | Малхаз Мерманишвили Белорусская ССР | Магомед Магомедов РСФСР           |
| Свыше 100 кг Тяжёлый вес     | Салман Хасимиков Москва            | Джамал Тариеладзе Грузинская ССР    | Александр Хаймович Узбекская ССР  |